# ۷۶۷ (میلادی)
۷۶۷ (میلادی) هفتصد و شصت و هفتمین سال تقویم میلادی است.

## درگذشتگان
- ۲۸ ژوئن – پل یکم، کشیش ایتالیایی (ز. ۷۰۰)